# Pascha Christowa
Pascha Christowa (auch Pasha Hristova geschrieben, bulgarisch Паша Христова; * 16. Juli 1946 in Sofia; † 21. Dezember 1971 bei Sofia), geboren als Paraschkewa Christowa Stefanowa (bulg. Парашкева Христова Стефанова) war eine besonders in den 60er- und 70er-Jahren international bekannte bulgarische Schlager- und Chansonsängerin. Durch ihre Interpretation der Komposition Dimitar Waltschews „Edna Balgarska Rosa“ (bulgarisch: „Една българска роза“), (deutsch:„Eine bulgarische Rose“) ist sie auch heute noch unvergessen. Andere bekannte Lieder sind „Powej, Wetre!“ (bulgarisch: „Повей, ветре“), (deutsch: „Wehe, Wind, wehe!“) und „Jantra“ (bulgarisch: „Янтра“).

## Leben
Pascha Christowa wurde im Sofioter Stadtteil Knjaschewo am Fuße des Witoscha geboren. Ihre Eltern waren zuvor aus dem Dorf Warana, Gemeinde Lewski, nach Sofia gezogen. Sie trennten sich, als Pascha fünf Jahre alt war. Pascha Christowa wuchs danach bei ihrem Vater und dessen zweiter Frau, sowie zeitweise bei ihrer Großmutter auf, die ihr Geigenunterricht vermittelte. Nachdem sie im Alter von 13 Jahren den Tod der Großmutter erleben musste, verblieb ihr keine weitere Möglichkeit zur musikalischen Betätigung außer dem Singen, dass sie zunächst als Hobby und ohne Anleitung betrieb.
Nach der Schule wurde sie Technische Zeichnerin in den Balkancar-Werken für Elektrofahrzeuge. Sie heiratete einen Ingenieur namens Wassil Iwanow und bekam einen Sohn, Milen. Mit ihm lebte sie schon nach kurzer Zeit getrennt von ihrem Mann. Nachdem sie verschiedene erfolgreiche Auftritte als Laienkünstlerin absolviert hatte, bewarb sich Pascha Christowa bei einer Schule für Unterhaltungsmusik, die sie dank ihres außergewöhnlichen Talents besuchen und erfolgreich beenden konnte. Nach dem Abschluss wurde sie zunächst Solistin im Ensemble der Pioniertruppen. Ihren ersten Erfolg hatte sie bei einer Teilnahme am Internationalen Schlagerfestival 1967 in Sotschi, wo sie einen ersten Preis und die Goldmedaille gewann.
Ab 1968 war sie neben Boris Godschunow Solistin des legendären „Orchesters Sofia“. Zusammen mit ihm gab sie Konzerte und Tourneen in Bulgarien, der Sowjetunion, sowie in der DDR, in Ungarn, Rumänien, der Tschechoslowakei und Jugoslawien. In der Zeit beim Orchester Sofia entstanden ca. 60 Aufnahmen für den Bulgarischen Rundfunk, sowie die bulgarische Plattenfirma Balkanton.
Pascha Christowa war häufiger Gast auf internationalen Festivals. So gewann sie 1970 zwei Preise beim „Goldenen Orpheus“ in Bulgarien und erhielt 1971 beim internationalen Schlagerfestival im polnischen Sopot einen Preis für das Lied „Ach, tozi diwen swjat“ (bulgarisch: „Ах, този дивен свят“) (deutsch: „Diese wundersame Welt“).

## Tragischer Tod
Zusammen mit dem Orchester Sofia, dem Folkloreensemble „Aura“ und den Solisten Maria Nejkowa, Boris Godschunow und Janka Rupkina sollte Pascha Christowa am 21. Dezember 1971 zu den Bulgarischen Kulturtagen nach Algier fliegen. Ihr Flugzeug vom Typ Iljuschin IL18 war jedoch zuvor fehlerhaft an den Landeklappen repariert worden. Dabei wurden die Anschlusskabel für die Querruder vertauscht. Als die Maschine beim Start von einer starken Böe erfasst wurde, hatte die Lenkkorrektur des Piloten deshalb die entgegengesetzte Wirkung. Infolgedessen berührte die Maschine mit einer Tragfläche die Piste und ging in Flammen auf. Von den 73 Insassen starben 32. Die 25-jährige Pascha Christowa war sofort tot. Mit ihr starb ihr noch ungeborenes zweites Kind.
Die restlichen Passagiere und Besatzungsmitglieder, unter ihnen Janka Rupkina und Boris Godschunow überlebten mit teilweise erheblichen Verletzungen. Die Sängerin Maria Nejkowa, die noch kurz vor dem Start den Sitz mit Pascha Christowa getauscht hatte, überlebte schwer verletzt nach einem mutigen Sprung aus ca. 10 Metern Höhe. Gleichzeitig starb ihr Mann in den Flammen. Der 21. Dezember war zudem der Geburtstag Maria Nejkowas, den sie danach aus Schuldgefühlen gegenüber ihrer Freundin Pascha Christowa nie wieder feiern wollte.
Über die Ursache für den Wartungsfehler am Querruder gibt es bis heute die verschiedensten Spekulationen, bis hin zur Sabotage zur Verschleierung von kriminellen Aktivitäten.

## Künstlerisches Schaffen
In den wenigen Jahren ihres Schaffens hatte sich Pascha Christowa einem breiten Repertoire gewidmet, das von Balladen über Chanson, Schlager, Folklore und Jazz bis hin zu politischen Liedern reichte. Ihre vielseitige, klare und einfühlsame Stimme gab ihr besondere Möglichkeiten zu unvergesslichen Interpretationen sowohl dramatischer, als auch feinfühliger Stücke. Sie sang vorwiegend Kompositionen bulgarischer Komponisten und Texter, aber auch Lieder von Dusty Springfield und Czesław Niemen in Übersetzung. Als besonders eindrucksvoll blieb dem Publikum ihre Bühnenwirkung bei Wettbewerben, Konzerten und Festivals in Erinnerung. Sie war bekannt für perfekte Intonation, Spontanität und große Emotionalität.
Das künstlerische Potential und die Lieder Pascha Christowas bleiben in Bulgarien und teilweise auch im Ausland unvergessen. Im Jahr 2000 wurde „Eine bulgarische Rose“ in Bulgarien zum Lied des Jahrhunderts gewählt. Es gibt wahrscheinlich keinen Bulgaren, der dieses Lied nicht kennt.

## Diskografie
- LP, MC „Повей, ветре…“ „Begin to blow, wind…“ Balkanton BTMC 7645
- CD Паша Христова - „Една българска роза - Златни хитове“, Ню Медиа Груп АД - София
- diverse Singles